# Crash Course
Crash Course (a veces estilizado como CrashCourse) es un canal educativo de YouTube iniciado por John Green y Hank Green (colectivamente los hermanos Green), quienes saltaron a la fama por primera vez en la plataforma de YouTube a través de su canal Vlogbrothers.
Crash Course fue uno de los cien canales iniciales financiados por la iniciativa del canal original de $100 millones de YouTube. El canal lanzó una vista previa el 2 de diciembre de 2011 y, a partir de marzo de 2022, ha acumulado más de 14 millones de suscriptores y 1600 millones de reproducciones de videos. El canal se lanzó con John y Hank presentando sus respectivas series de Historia Mundial y Biología; la historia temprana del canal continuó la tendencia de John y Hank presentando cursos de humanidades y ciencias, respectivamente. En noviembre de 2014, Hank anunció una asociación con PBS Digital Studios, lo que permitiría al canal producir más cursos. Como resultado, varios presentadores adicionales se unieron al programa para aumentar la cantidad de series simultáneas.

## Historia y financiación

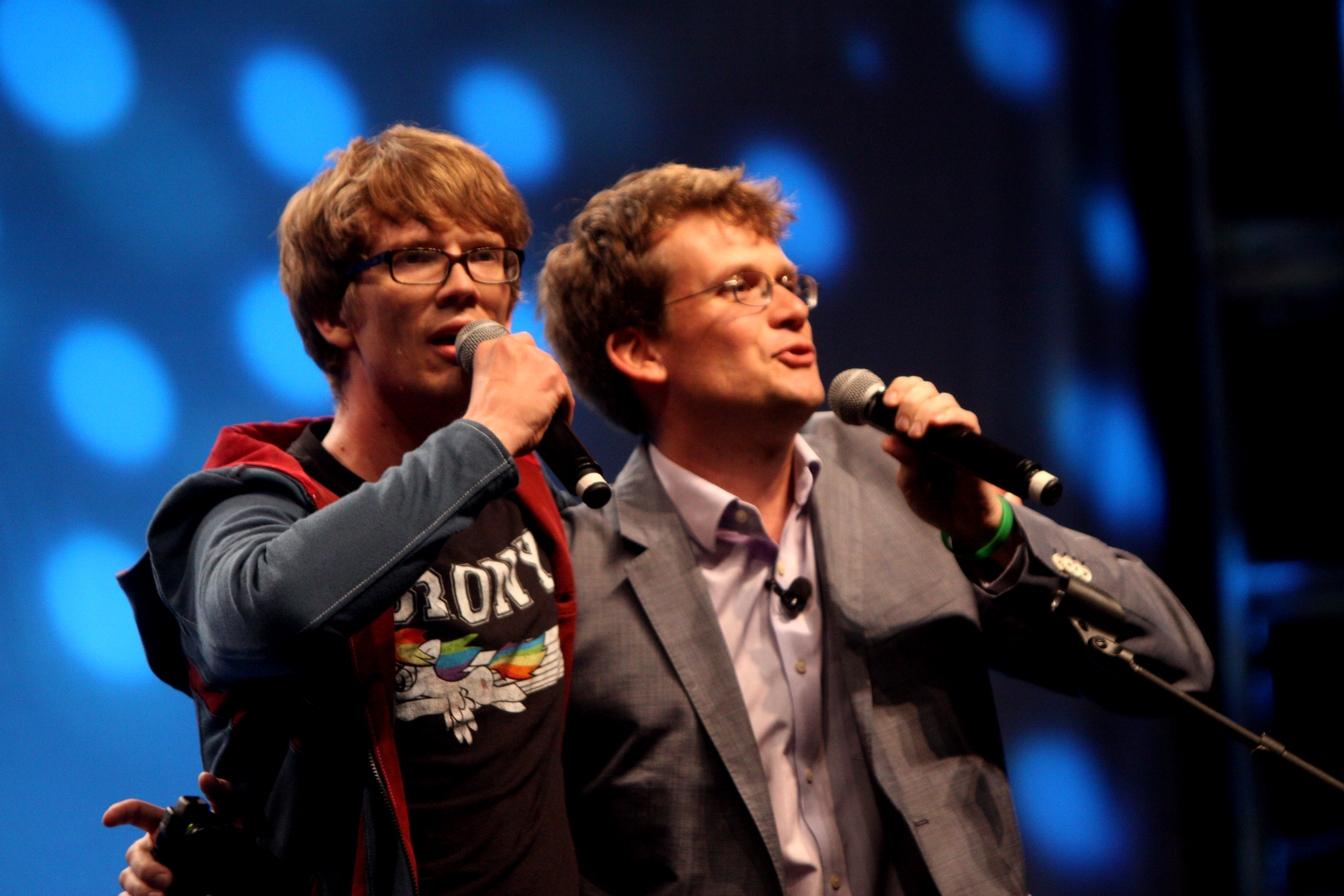
Hank (left) and John Green (right) co-created Crash Course and hosted the initial Biology and World History series, respectively.

El canal de YouTube Crash Course fue concebido por los hermanos Green después de que YouTube se acercó a ellos con la oportunidad de lanzar uno de los canales iniciales financiados por YouTube como parte de la iniciativa del canal original de la plataforma.
El canal fue anunciado en diciembre de 2011, y luego se lanzó el 26 de enero de 2012, con el primer episodio de su serie World History, presentado por John Green. El episodio cubrió la revolución agrícola y se emitió un nuevo episodio en YouTube todos los jueves hasta el 9 de noviembre de 2012. La primera serie de Hank Green, Crash Course Biology, se lanzó el 30 de enero de 2012 y su primer episodio cubría el carbono. Un nuevo episodio se emitió en YouTube todos los lunes hasta el 22 de octubre de ese año. Luego, los hermanos continuarían hasta el final de 2012 con dos series más cortas, con John y Hank enseñando literatura inglesa y ecología, respectivamente.